# Sheer Heart Attack (dal)
A Sheer Heart Attack a harmadik dal a brit Queen rockegyüttes 1977-es News of the World albumáról. A szerzője Roger Taylor dobos volt. Gyors tempójával, punkos hangerejével az album egyik legerősebb dala, hangzásában és dalszövegében az akkoriban népszerűvé váló punk mozgalmat akarja kigúnyolni. A kritikusok egy része az album egyik legjobb dalának tartja. 1978-ban a Spread Your Wings, valamint az It’s Late kislemezek B-oldalán is megjelent.

## Története
Taylor a dalt már 1974-ben megírta, innen a kapcsolat a Sheer Heart Attack album címével, eredetileg arra került volna fel (hasonló proto-punk stílusú darabja volt abból az időből a Modern Times Rock ’n’ Roll). A hangszerelésében szokás szerint Roger nagyobb mértékben részt vett, a basszusgitáron is ő játszott, a ritmusgitár részeket egy Fender Stratocasteren játszotta fel, amelyet Brian May még kiegészített pár gyors riffel a Red Specialjával. A dalvégi sípoló hangot a feltételezések szerint egy túlvezérelt erősítő adta. Taylor úgy tervezte, hogy az összes vokált ő énekli fel (ez meg is valósult a demófelvételen), de az együttes jobbnak látta, ha itt is Freddie Mercury az énekes – végül kompromisszumot kötöttek, és egymás mellett énekeltek. A háromszólamú háttérvokált Taylor énekelte. Maga a dal Esz-dúrban íródott, de az a tény, hogy a koncerteken D-dúrban adták elő, és hogy az Esz-dúr nem túl gitárbarát skála, azt engedi feltételezni, hogy a felvételek során D-dúrban játszottak, és a kész anyagot gyorsították fel mechanikusan.
Egy alig fél másodperces „bevezető” után – ahol egy nehezen kivehető statikus zaj hallatszik – rögtön a kezdetektől egy gyors, agresszív, de egyszerű, párakkordos gitár kíséri az éneket, csak néha hallatszódik egy-egy önálló gitárriff, néhány gyors skálázás és visszacsatolás Brian Maytől. Ez a gyors tempó a dal három és félperces hosszán átfut, egy pillanatra sem hagy alább, egyszer tűnik el a három perchez közelítve, amikor csak egy pár másodperces dobszóló hallható. Tényleges levezetése sincs a dalnak, egyszer csak vége szakad.
A dalszöveg egyfajta gúnyolódás a korai minimalista punk zenekarok felé (az első sor, Well youre just 17 and all you want to do is disappear arra utal, hogy a korbeli punkegyüttesek 17 éves fiatal tinédzserekből alakultak, akik még talán az iskoláikat sem végezték el, az I feel so in-ar in-ar in-ar in-ar in-ar in-ar in-ar in-ar-tic-u-late sor pedig a zenéjük egyszerűségét parodizálja), Roger számos korábbi nyilatkozatában lebecsülte azokat. Érdekesség, hogy a dal utómunkálatainak idején a szomszéd stúdióteremben a Sex Pistols dolgozott, Sid Vicious és Mercury állítólag pár kedves szót is váltott egymással.
Rögtön a megjelenése után a koncertek állandó darabja volt, 1977-től egészen az 1984-es The Works turnéig, az 1986-os Magic Touron azonban már nem játszották. Felkerült az 1979-es Live Killers koncertalbumra, a 2003-as Queen on Fire – Live at the Bowl koncertalbumra és DVD-re, valamint a We Will Rock You koncertfilmre (ami 2007-ben Queen Rock Montreal címen jelent meg, lényegében ugyanazzal a tartalommal). Élőben Mercury énekelte, a végére gyakran egy hosszabb instrumentális részt illesztettek, amelyben May gyors riffeket játszott, megjelent a sípoló hang is, Mercury pedig gyakran figurázta ki a punkegyüttesek koncertjein divatos hangszerrombolást.
Az 1997-es Dragon Attack: A Tribute to Queen albumon James LaBrie (Dream Theater) és Marty Friedman (Megadeth) átdolgozásában szerepelt.
A Helloween nevű német power metal együttes 2003-as Rabbit Don't Come Easy című albumára készített feldolgozást, a dal bizonyos kiadások bónuszdalai között szerepelt.

## Fogadtatás
Általánosságban jó visszhangot keltett a kritikusok körében, nem egyszer az album legjobb dalai közé választották. A Rolling Stone kritikusa magát a News of the World albumot két és fél csillagra értékelte, és a kritikájában külön kiemelte a Sheer Heart Attack dalt, arra célozva, hogy annak primitívsége nagyszerűen jelzi az együttes primitívségét:
A Sheer Heart Attackkel a Queen az első nagyobb rockegyüttes, amely megkísérli demonstrálni a felsőbbrendűségét a punk rockkal szemben, azáltal, hogy a punk területére vonul. Ez működik, főleg mert a Freddie Mercury mögötti power trió maga is valóban primitív. Ha egyszer láttad a Queent a színpadon, messze a stúdió technikáitól, fájdalmasan tisztán látszik, hogy a Sheer Heart Attack egy kisebb probléma, az egyenrangúan inkompetens zenészek közötti háború mellett.
A Record Mirror pozitívan írt róla, new wave-es kísérletnek nevezte a Sex Pistols stílusában.  Az AllMusic kritikusa szerint „ őrült rockdal, keményebb, mint bármi azon az albumon, ami ugyanezt a nevet viseli, ami önmagában figyelemre méltó”. George Starostin írása szerint található benne ugyan néhány vicces ötlet, de alapjában véve csak buta „zúzás”. Kifejezetten a dalról szóló kritikájában Greg Prato ezt írta: „a dalszöveg úgy tűnik, mintha egy rossz belövésről szólna, vagy valami ahhoz hasonló (bár az ismétlődő „artikulátlannak érzem magam” refrén valószínű, hogy egy kis szurka a punk együttesek felé). A Queen-dalokban rendszerint felbukkanó gitárszóló helyett torzított gitárnyúzást hallhatunk egész végig”.

## Idézetek
Úgy hangzik mint egy punk vagy new wave dal, de még a Sheer Heart Attack LP keletkezésének idején íródott. Akkor Roger eljátszotta nekünk, de nem volt ideje befejezni a felvételek előtt.

## Közreműködők
- Ének: Roger Taylor, Freddie Mercury
- Háttérvokál: Roger Taylor

Hangszerek:
- Roger Taylor: Ludwig dobfelszerelés, Musicman Stingray basszusgitár, Fender Stratocaster gitár
- Brian May: Red Special